# Funko
Funko (с англ. — «Фанко») — американская компания, производящая виниловые фигурки, плюшевые игрушки и другие товары, посвящённые героям фильмов, сериалов, комиксов, мультфильмов, игр и аниме. Каждая фигурка имеет свой специальный узнаваемый стиль.

## История
Была основана в 
1998 году с целью вернуть обычные игрушки в обиход. В 2005 году компания начинает расширяться и подписывает лицензионные соглашения с многими корпорациями, такими, как Marvel, DC Comics, WWE, студией Lucasfilm, Sony Pictures Entertainment, Paramount Pictures, DreamWorks, Hasbro, CBS, Fox, Warner Bros, Disney, HBO, BBC, Ubisoft, Cartoon Network, Bethesda Games и так далее.

## Лицензии
«По словам гендиректора, в настоящее время компания имеет около 180 уникальных лицензий из кино, сериалов, комиксов, видеоигр, спорта — выберите франшизу, и велик шанс, что у Funko уже есть, или в процессе приобретения эксклюзивные права на производство коллекционных фигурок. «Звездные войны», «Звездный путь», «Охотники за привидениями», «Игра престолов», «Ходячие мертвецы», «Теория большого взрыва», «Дисней», музыканты, мир Warcraft, WWE, MLB и НБА: вот лишь несколько категорий лицензий Funko» — пишет журнал Rolling Stone.

## Funko POP!
Одна из наиболее известных линеек компании Funko, коллекционные фигурки из винила, в стиле, похожем на японский стиль «тиби», то есть с крупной головой, которая не сочетается с пропорциями тела. Присутствуют как фигурки с поворачивающейся головой, так и фигурки-бошкотрясы, то есть с качающейся головой. На декабрь 2015 года существует уже более 400 коллекционных фигурок POP!, наиболее крупная категория — по культовому фильму «Звездные войны», насчитывает более 40 фигурок. Размер многих фигурок 3,75" (около 10 см), однако есть и увеличенные версии, те персонажи с экрана, которые крупнее остальных, например, драконы, или великаны. Игрушки полюбились звёздам, и многие знаменитости с удовольствием фотографируются со своими персонажами, что только способствует распространению коллекционных фигурок.

## Funko Dorbz
Вторая по популярности линейка виниловых фигурок от компании Фанко, отличается доброжелательным выражением лица фигурок, напоминающие спящие физиономии, в том числе и героев-антагонистов. Поставляется в коллекционных пронумерованных коробочках. Больше всего в этой категории персонажей Disney, Marvel Comics и DC Comics.

## Другие линейки фигурок
Компания открывает направления Mystery Minis, Wacky Wobblers, Idolz, Vixens, Super Deluxe, Soda — эти фигурки также изготовлены из ПВХ. Забавные герои линеек Mopeez и Fabrikations — мягкие плюшевые игрушки.